# Interrupt this Program
Interrupt This Program é uma série de televisão canadense produzida pela  TV CBC. Seu primeiro episódio foi ao ar em 6 de novembro de 2015.

## Formato
Uma série documental de cinco partes sobre o papel da arte como instrumento de protesto político e mudança social, cada episódio centra-se na comunidade criativa em uma cidade do mundo que esteja de alguma forma se recuperando de crises sociais, tais como guerra, desastre ou agitação política.

## Episódios
Os episódios foram gravados em Beirute, Kiev, Atenas, Porto Príncipe e Medellin. Cada episódio tem perfis de vários jovens artistas que trabalham na cidade, incluindo canadenses expatriado.  A série pretende mudar as percepções sobre as cidades e permitir que artistas contem suas próprias histórias.